# Oxyodes novaehebridensis
Oxyodes novaehebridensis är en fjärilsart som beskrevs av Pierre E.L. Viette 1951. Oxyodes novaehebridensis ingår i släktet Oxyodes och familjen nattflyn. Inga underarter finns listade i Catalogue of Life.